# Henry Calvin
Wimberly Calvin Goodman (Dallas, 25 de maio de 1918 — 6 de outubro de 1975) foi um ator norte-americano que estreou como cantor de ópera, passando mais tarde a trabalhar em musicais da Broadway.
Sua notoriedade, porém, veio em fins dos anos de 1950, ao interpretar em três temporadas, o Sargento Demétrius Lopez Garcia, o ingênuo e obeso atrapalhado praça de Sua Majestade, mas detentor de um bom coração e com uma pura alma de criança, sabendo quando ser durão (à sua maneira) quando fosse preciso, na telessérie produzida por Walt Disney Zorro (1957-1960), estrelada por Guy Williams no papel-título. Na série, Calvin ainda usava um corpete para prender a barriga.
Seu personagem em Zorro era para ser um dos vilões da série de Disney. Nas histórias de Johnston McCulley, o criador do Zorro (a raposa, em espanhol), não existe Sargento Garcia, e sim Sargento Gonzalez, um militar gordo, mas implacável quanto a perseguir a raposa, sem qualquer resquício de ternura ou carisma como o sargento da telessérie da Disney. Garcia seria a inspiração deste Gonzalez na série, mas Disney achou melhor torná-lo engraçado e divertido, já que a sua série era destinada, principalmente, ao público infantil. Os produtores decidiram que Garcia seria, ao mesmo tempo, um atrapalhado "inimigo" do herói mascarado (que sempre estava atrás da recompensa pela captura de Zorro, promovido pelo Reino da Espanha), e, ao mesmo tempo, seu aliado, pois em alguns episódios, ele demonstra ser seu parceiro ao lutar ao lado da raposa contra a opressão e a tirania. O Sargento Garcia ficaria mais engraçado a partir da segunda temporada da série, com o surgimento do Cabo Reys (interpretado por Don Diamond), um personagem igualmente espirituoso como Garcia, que com ele fazia uma dupla cômica na série. Reys, um baixinho com voz e fala mansa, sempre cobrava o dinheiro que o sargento gordo pedira emprestado para beber vinho (um dos grandes hobbies de Garcia) nas tabernas, e este sempre vinha com desculpas e saídas para evitar pagar seu débito com o cabo. No entanto, os dois se uniam em situações ridículas e engraçadamente absurdas para capturar Zorro (o que nunca conseguiram) e dividir o dinheiro da recompensa, que jamais tiveram.
Com o término da série, em 1960, Calvin ainda atuou em televisão, em programas de humor como The Dick Van Dyke Show, onde em uma participação especial personificou Oliver Hardy, da dupla O Gordo e o Magro, tendo Van Dyke como Stan Laurel. Esta apresentação levou-o, em 1965, a fazer a voz de Oliver Hardy para um disco infantil, de 45 rpm, em uma esquete para um programa intitulado This Is Your Life.
Henry Calvin ainda participou de filmes para o cinema, entre os quais: Crime Against Joe (1956); Toby Tyler or Ten Weeks in a Circus (1960); Babes in Toyland (1961); e Man-Trap (1962), este, estrelado por Jeffrey Hunter e David Janssen, e sob direção do talentoso ator Edmond O' Brien.
A partir da década de 1970, Calvin empreendeu algumas viagens para a América Central e América do Sul, principalmente na companhia do amigo Guy Williams, em excursões promovendo shows e apresentações como o Zorro, e tendo Calvin como o Sargento Garcia, o personagem que o consagrou nas televisões do mundo inteiro, principalmente na Argentina, onde, juntamente com Williams, foi convidado a fazer apresentações pelo governo daquele país.
Em 1970, Henry Calvin esteve no Brasil, desembarcando no Rio de Janeiro, onde chegou incógnito e apenas para um passeio. Em um hotel onde ficara hospedado, assistiu a alguns episódios de Zorro dublados em português e pediu para conhecer o seu dublador, que foi o Mega-talentoso Orlando Drummond. Quando Drummond foi apresentado a Calvin, este ficou surpreso e declarou ao dublador brasileiro: "Você é tão pequeno e com uma voz tão grande, e eu sou tão grande com uma voz tão pequena". Orlando jamais superou o arrependimento de não ter encontrado alguém com uma câmera fotográfica para registrar tão grande momento. A imprensa não sabia que o ator estava no país, logo não houve divulgação, seja do encontro com Drummond ou sobre sua estadia no Rio.[carece de fontes?]
Mais tarde, ainda no Brasil, o mesmo Orlando Drummond redublou o finado Calvin, quando a série foi reexibida, após um longo "sumiço", em 1996, com novas matizes e ainda colorizado por computador (já que a série era no original em preto & branco), exibida no programa intitulado O Agente G, destinado ao público infantil, apresentado por Gerson de Abreu, na emissora Rede Record. As crianças da nova geração puderam ter a oportunidade de conhecer o herói mascarado da Disney, tal como conheceram seus pais, que tinham sido crianças quando a série estreou na TV brasileira pela primeira vez.
Para a sua volta triunfal à televisão brasileira após uma ausência de cerca de quinze anos, a telessérie tinha novas matizes vindas dos Estados Unidos e estava renovada pela revolução da coloração computadorizada (desde 1983, se tornou um processo que consistia em tornar a cores os clássicos filmes produzidos originalmente em preto & branco, o que originou protestos contrários a esta inovação de muitas entidades artísticas de Hollywood, nos primórdios da década de 1980, de cineastas como Billy Wilder, Frank Capra, Martin Scorsese, e de astros como James Stewart e Barbara Stanwyck). Além disso, o programa teve que ser redublado, devido às novas aparelhagens e equipamentos de vídeo e áudio mais modernos nas emissoras de TV no Brasil, que compravam séries ou filmes apenas com sistemas de som mais compatíveis para suas aparelhagens modernas, como Dolby ou Hi-Fi. A dublagem antiga da série era de som mono, não proporcionando, segundo as emissoras de televisão, uma qualidade de áudio desejável para o público moderno. Alguns atores brasileiros que fizeram a primeira dublagem da série no Brasil (que estreou no programa infantil Capitão Furacão, um programa infantil exibido na Rede Globo), tinham já se aposentado ou falecido (como o dublador e ator Paulo Gonçalves, que dublou Guy Williams na série na primeira dublagem brasileira; na redublagem de 1996 foi Nilton Valério o dublador de Williams/Zorro), de maneira que evidentemente precisou mudar o elenco de dubladores, com exceção de Orlando Drummond, que fez questão de redublar o mesmo Henry Calvin, o Sargento Garcia, tal como fizera cerca de trinta anos antes na primeira estreia da série no Brasil, e com igual talento e competência.
Obeso quase toda vida, Calvin enfrentou sérios problemas de saúde. Henry Calvin morreu em 6 de outubro de 1975, aos 57 anos.